# Crush (Buffy the Vampire Slayer)
Crush es el decimocuarto episodio de la quinta temporada de Buffy the Vampire Slayer.

## Argumento
En la estación de tren un empleado comprueba el último tren de la noche, preocupado por que ningún pasajero haya salido. Descubre que están todos muertos, cubiertos de sangre.
Buffy lee la noticia sobre el ataque al tren en el periódico y rápidamente se figura que fue obra de vampiros. Dawn va del colegio a la cripta de Spike. Le gusta estar con él porque la trata como una persona normal, así que los dos acaban hablando. Dawn parece disfrutar oyendo sobre sus matanzas. Mientras tanto, Buffy regresa a casa encontrando preocupada a su madre porque Dawn todavía no ha vuelto a casa. Buffy va a la cripta de Spike para pedirle ayuda para encontrarla, y descubre a su hermana pequeña escuchando sus historias, lo que le molesta. Mientras caminan a casa, Buffy se da cuenta de que Dawn está enamorada de Spike. Dawn lo admite a medias, pero dice que no importa porque él solo tiene ojos para Buffy.
Al día siguiente Buffy y Xander comprueban el tren. Buffy le dice lo que Dawn había comentado sobre Spike y Xander lo encuentra muy divertido. Cuando Buffy regresa a casa esa tarde encuentra a Spike charlando con Joyce y Dawn en la cocina. Él dice que venía a disculparse por lo que había pasado antes y también porque tenía información para Buffy. Hay una pareja de vampiros bajo tierra que podrían ser los responsables de la matanza del tren.
Más tarde, están sentados en su coche esperando a que los vampiros vuelvan a casa. Ven a los tipos que vuelven a su guarida y los siguen. Al ver a la Cazadora éstos salen corriendo. Al volver, Spike le abre la puerta a Buffy y esta estalla: quiere saber qué demonios está pasando y Spike finalmente admite sus sentimientos.
Spike va a su cripta claramente afectado. Se encuentra con Drusilla, que tiene su habitual aspecto de princesa gótica. Llega Harmony y se pone celosa hasta que al final Spike la echa. Buffy le cuenta a Joyce y a Willow lo de Spike y las dos se quedan bastante preocupadas. Spike y Drusilla van al Bronze, donde ella mata a una chica rompiéndole el cuello y muerde luego a un chico. Spike y ella beben la sangre.
Buffy va a la cripta, encuentra una escalera, baja por ella y descubre una especie de altar dedicado a ella. Al subir se encuentra a Spike y a Drusilla esperándola. Drusilla deja fuera de combate a Buffy, y entonces Spike hace lo propio con Drusilla. Cuando despiertan, Buffy está esposada y Drusilla está atada a un poste. Spike pretende demostrar a Buffy lo fuertes que son sus sentimientos hacia ella ofreciéndose a convertir en polvo a su propia creadora. Buffy no está muy impresionada. Spike amenaza con desatar a Drusilla pero Buffy le dice que no tiene nada que hacer con ella.
Entonces aparece Harmony amenazando a Spike con una ballesta. Lo acorrala y mientras luchan Drusilla se libera y avanza hacia Buffy. Spike derriba a Drusilla y libera a Buffy de sus cadenas, mientras Drusilla, herida, le mira y le dice que no tiene salvación antes de desaparecer. Spike descubre que se ha hecho un hechizo de revocación de invitación y no puede pasar del porche. Buffy le cierra la puerta en las narices.

## Reparto

### Personajes principales
- Sarah Michelle Gellar como Buffy Summers.
- Nicholas Brendon como Xander Harris.
- Alyson Hannigan como Willow Rosenberg.
- Emma Caulfield como Anya Jenkins.
- Michelle Trachtenberg como Dawn Summers.
- James Marsters como Spike.
- Anthony Stewart Head como Rupert Giles.

### Apariciones especiales
- Mercedes McNab  como Harmony.
- Charlie Weber como Ben.
- Juliet Landau como Drusilla.
- Amber Benson como Tara.
- Kristine Sutherland como Joyce Summers.

### Personajes secundarios
- Frederick Dawson como Porter.
- Greg Wayne como Estudiante.
- Joseph DiGiandomenico como Matt.
- Walter Borchert como Jeff.
- Asher Glaser como Chico Bronze.
- Jennifer Bergman como Chica in Bronze.
- Nell Shanahan como Camarero.

## Producción